# 江田三郎
江田三郎（日语：／ Eda Saburō，1907年7月29日—1977年5月22日），日本社会党（后脱党组建社会市民联合）籍政治人物，1907年生于日本冈山县，曾任日本社会党书记长、代理委员长（党首）。
江田在社会党内原本属左派，但20世纪60年代后开始主张构造改革论，此后一般被认为是社会党内的右派人物。因构造改革论受到社会党内左派的批判，江田在社会党内逐渐沦为非主流派，数次参选社会党委员长都没能当选。1977年，长期不得志的江田选择率众退出日本社会党，另组社会市民联合（后并入社会民主联合）。不久之后，江田因患急性肝炎于1977年5月22日病逝，享年69岁。
江田三郎之子江田五月同样是政治家，曾出任日本参议院议长一职。

## 早年
1907年，江田三郎生于日本冈山县久米郡福渡村（今属冈山县冈山市北区），家中经营着主营荞麦面和乌冬面制作批发的商店“志贺屋”、在当地属中产阶级。
20世纪20年代，进入神户高等商业学校（今神户大学）学习。因对劳农派马克思主义产生兴趣，1929年，决定转入旧制东京商科大学（今一桥大学）。

## 政治家
1931年，为使自己专心于农民运动，正在东京商科大学上大二的江田三郎决定退学。1937年，江田当选冈山县议会议员，但不久后就于1939年卷入第二次人民战线事件、被捕。1941年秋江田获释后，前往中国工作。1945年二战结束时，江田居住于石家庄。
1946年，江田返回日本、加入成立不久的日本社会党，在社会党内属左派。此后，历任冈山县议会议员、日本参议院议员、日本众议院议员。1960年日本社会党委员长（党首）浅沼稻次郎遇刺后，时任社会党书记长的江田三郎曾于1960年－1961年间代理日本社会党委员长一职（后河上丈太郎获推举为社会党委员长）。

## 构造改革论、受批判
20世纪60年代以后，江田三郎开始主张构造改革论、提出了“江田远景”（江田ビジョン）。1962年，江田三郎这样描述他的政见：美国的生活水平、苏联的社会保障、英国的议会民主制，以及日本特有的和平宪法。
江田的理论虽然受到一般民众的欢迎，但在社会党内受到党内左派的攻击。他于20世纪60年代至70年代间曾数次参选社会党委员长一职，都未能当选。

## 退党、去世
1976年，江田于第34届日本众议院议员总选举中落选，使他决定退出日本社会党，另组一个新党。1976年，江田参加“新日本构想会”，主张由社会党、民社党，以及公明党（社公民）组成联盟的方式达成日本的政党轮替。1977年，江田率众脱离日本社会党，组成“社会市民联合”。不久之后，1977年5月22日，江田因罹患急性肝炎在东京去世，享年69岁。

## 身后
江田三郎组建的社会市民联合于1978年与田英夫等人组建的社会俱乐部合并为社会民主联合。1993年，社会民主联合宣布已完成自身历史使命、决定解散。受江田三郎举荐的社会市民联合成员菅直人后来曾以民主党籍议员身份出任第94任内阁总理大臣（首相）。
江田三郎之子江田五月同样是政治家，于社会民主联合解散后，经辗转以民主党籍参议员身份出任日本参议院议长一职。